# Sent Pèire (Alta Garona)
Sent Pèire (francès Saint-Pierre) és un municipi del departament francès de l'Alta Garona, a la regió d'Occitània.

## Monuments

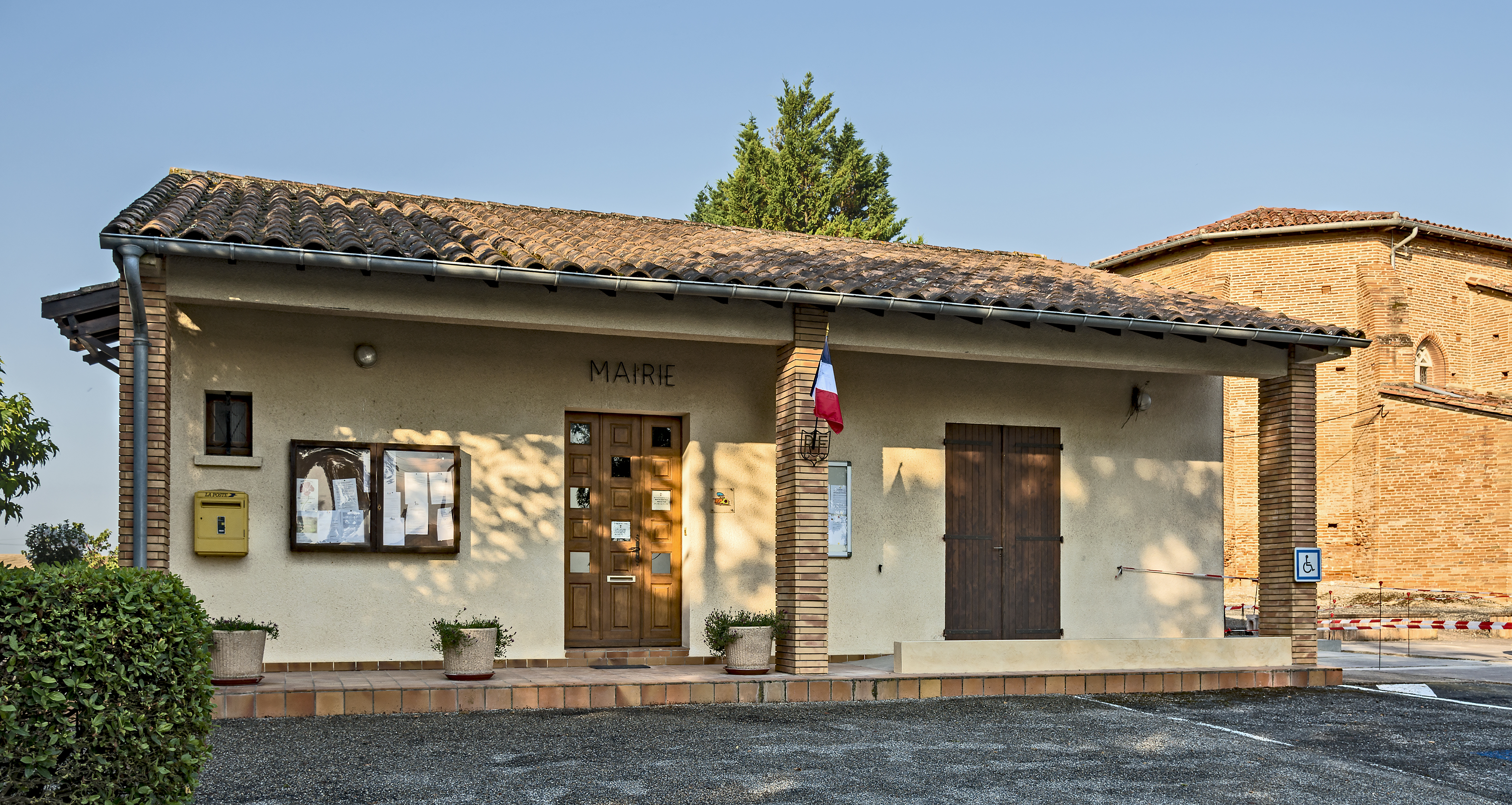
Ajuntament
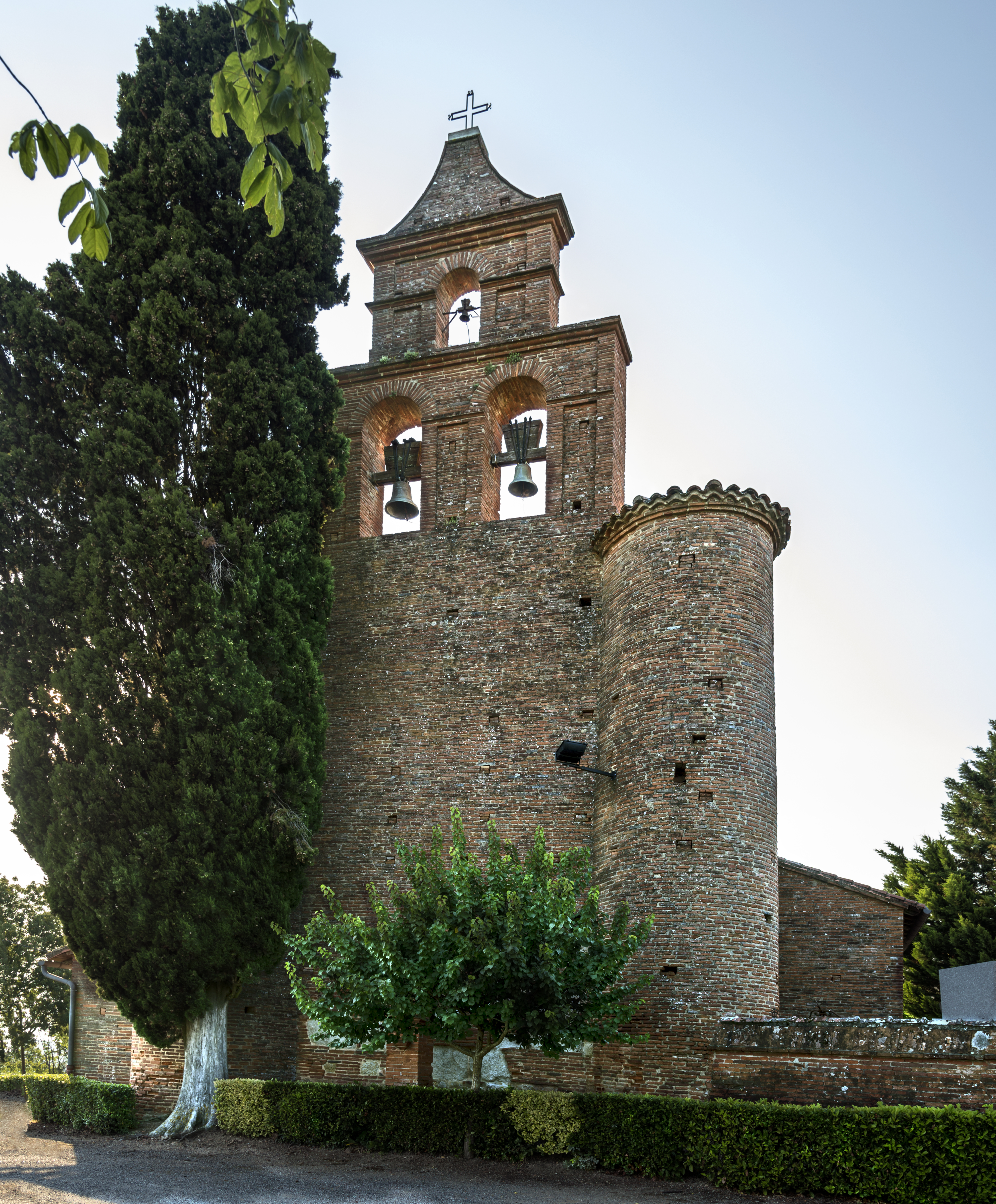
Església de Sant Martí
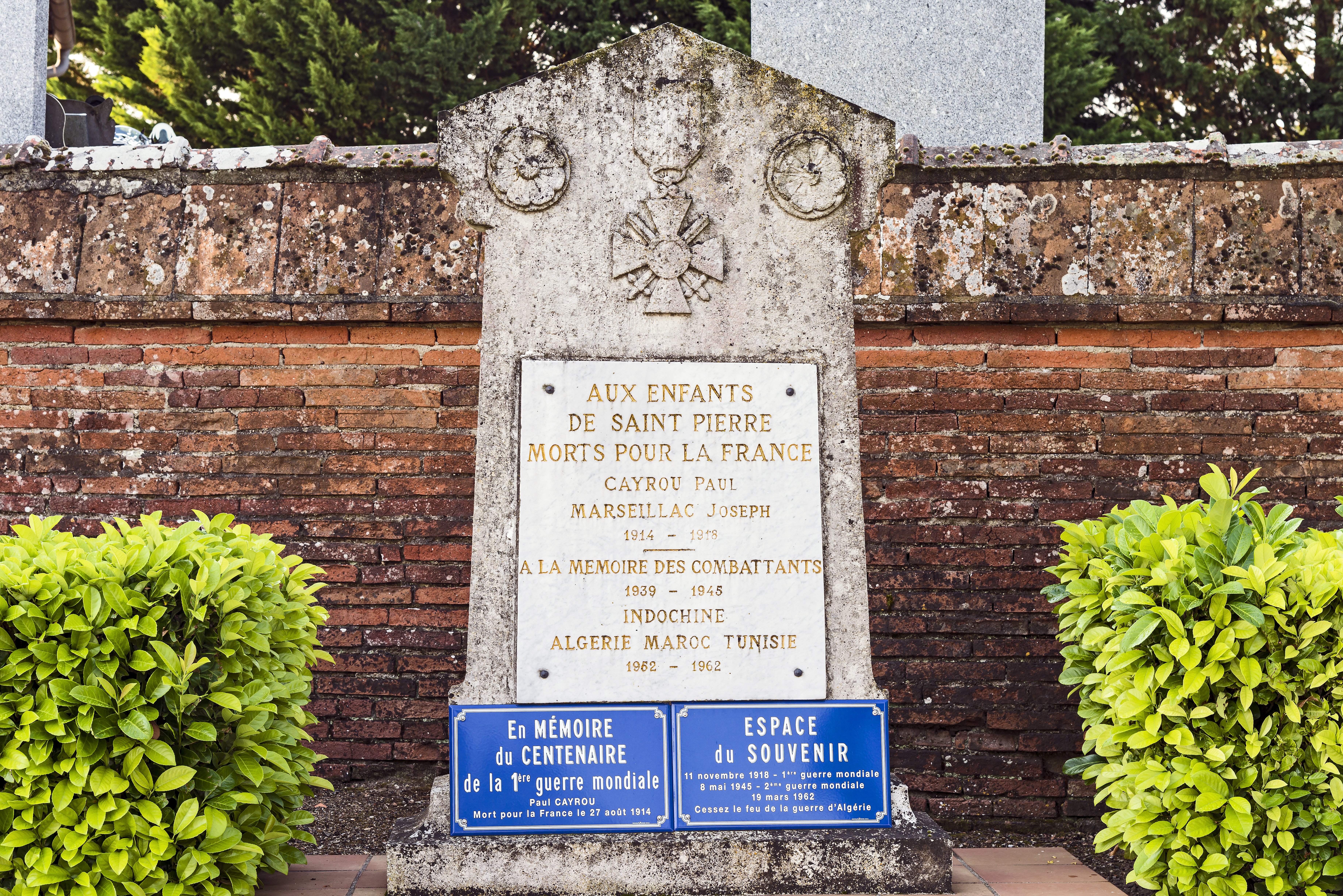
Monument als caiguts